# لوپیناویر
لوپیناویر (انگلیسی: Lopinavir) یک داروی ضد رتروویروسی از دسته مهارکننده‌های پروتئاز است. این دارو در برابر عفونت‌های ایدز به عنوان یک دوز ثابت با یک مهارکننده دیگر پروتئاز به نام ریتوناویر (لوپیناویر/ریتوناویر) به کار می‌رود.
این دارو در سال ۱۹۹۵ ثبت شد و در سال ۲۰۰۰ برای کاربرد پزشکی تأیید شد

## عوارض جانبی
عوارض جانبی، تداخل‌ها و موارد منع مصرف تنها در ترکیب دارویی لوپیناویر/ریتوناویر ارزیابی شده است.

## داروشناسی
لوپیناویر به‌شدت به پروتئین‌های پلاسما (۹۸ تا ۹۹ درصد) متصل می‌شود.
گزارش‌ها در مورد نفوذ لوپیناویر به مایع مغزی-نخاعی (CSF) متناقض است.  گزارش‌ها نشان می‌دهد که لوپیناویر در CSF قابل تشخیص نیست. با این حال، مطالعه نمونه‌های پلاسمای CSF از ۲۶ بیمار دریافت‌کننده لوپیناویر/ریتوناویر، سطح لوپیناویر CSF را بالاتر از IC50 در ۷۷ درصد نمونه‌ها نشان داد.